# Viscount Newcomen
Viscount Newcomen, of Mosstown in the County of Longford, war ein erblicher britischer Adelstitel in der Peerage of Ireland.
Der Titel wurde am 11. Februar 1803 für Charlotte Gleadowe-Newcomen, 1. Baroness Newcomen, geschaffen. Ihr war bereits am 31. Juli 1800, ebenfalls in der Peerage of Ireland, der fortan nachgeordnete Titel Baroness Newcomen, of Mosstown in the County of Longford, verliehen worden. Sie war die Gattin des irischen Bankiers und Politikers Sir William Gleadowe-Newcomen, 1. Baronet (um 1740–1807), der sowohl im irischen als auch im britischen House of Commons Abgeordneter für das County Longford war. Dieser war am 9. Oktober 1781 in der Baronetage of Ireland zum Baronet, of Carrickglass in the County of Longford, erhoben worden. Die Verleihungen der eigentlich für ihn bestimmten Viscountcy und Baronie erfolgen jeweils an seine Gattin, damit er sein Sitze in den Houses of Commons behalten und nicht ins irische bzw. britische House of Lords aufsteigen würde. Ihr gemeinsamer Sohn und Erbe Thomas vereinte alle drei Titel, die schließlich bei dessen Tod am 15. Januar 1825 erloschen.

## Liste der Viscounts Newcomen (1803)
- Charlotte Gleadowe-Newcomen, 1. Viscountess Newcomen († 1817)
- Thomas Gleadowe-Newcomen, 2. Viscount Newcomen (1776–1825)